# 金翮
金翮（1509年—？），字思振，號文峰，浙江溫州府樂清縣人，竈籍，明朝政治人物。

## 生平
嘉靖十六年（1537年）丁酉科浙江鄉試第十二名舉人。嘉靖二十年（1541年）中式辛丑科會試第二百五十四名，登第二甲第七十一名進士。曾任徽州府通判。

## 著作
著有《文峰集》、《非非稿》。

## 家族
曾祖金琯；祖父金晊；父金䋻，母嚴氏。慈侍下。兄金澳。弟金策。